# Brian Krause
Brian Jeffrey Krause (El Toro, Kalifornia, 1969. február 1. –) amerikai színész. 
Legismertebb szerepe Leo Wyatt a WB televíziós csatornán 1998 és 2006 között futó Bűbájos boszorkák című sorozatban.

## Élete
El Toró-ban, Kaliforniában született, Alice és Jeff fiatalabb gyermekeként. Bátyja Patrick. Brian Dél-Kaliforniában nőtt fel. Tízéves korában karatézni tanult, az El Toro-i középiskolában érettségizett 1987-ben. Majd a Orange Coast College-ban folytatta tanulmányait, a tanulás mellett focizott is. Már középiskolás korában elhatározta, hogy színész lesz. Az iskolában dráma tagozatra járt. Milla Jovovich oldalán jött a nagy áttörés a Visszatérés a kék lagúnába című filmben. Még egészen fiatalon, 1998-ban kapta meg Leo Wyatt szerepét a Bűbájos boszorkák-ban, és azóta folyamatos a sikere. Feleségül vette Beth nevű barátnőjét, 1996-ban kisfiuk született. Később elváltak tartós kapcsolata azóta nincs.

## Filmjei
| Év          | Cím                                                | Eredeti cím                   | Szerep             |
| ----------- | -------------------------------------------------- | ----------------------------- | ------------------ |
| 2009        | 2012 – Végzetes robbanás                           | 2012: Supernova               | Kelvin             |
| 2008        | A Loch Ness-i szörny visszatér                     | Beyond Loch Ness              | James Murphy       |
| 2008        |                                                    | Warbirds                      | Jack Toller        |
| 2007        |                                                    | Devil's Diary                 | Mark Mulligan atya |
| 2007        |                                                    | Protecting the King           | Jeff               |
| 2006        | Szoros kötelék                                     | Ties That Bind                | Dave Geiger        |
| 2001        | A téma még mindig a víz alatt hever                | Return to Cabin by the Lake   | Mike Helton        |
| 1998 - 2006 | Bűbájos boszorkák                                  | Charmed                       | Leo Wyatt          |
| 1996        | Kőbezárt halál                                     | Within the Rock               |                    |
| 1995        | Meztelen lelkek                                    | Naked Souls                   | Edward             |
| 1995        | 919 Fifth Avenue                                   | 919 Fifth Avenue              | Court Van Degen    |
| 1994        | Danielle Steel: Családi album                      | Family Album                  | Greg               |
| 1994        | Smokey és a Bandita - Egy kis kiruccanás           | Bandit: Bandit Goes Country   | Lynn               |
| 1994        | Smokey és a Bandita 4.: Bandita a csávában         | Bandit: Bandit Bandit         | Lynn               |
| 1994        | Smokey és a Bandita 5.: Egyszer fenn, egyszer lenn | Bandit: Bandit's Silver Angel | Lynn               |
| 1994        | Smokey és a Bandita 6.: Bandita és a szépség       | Bandit: Beauty and the Bandit | Lynn               |
| 1993        | Cinkosok közt vétkes                               | The liars' club               | Pat                |
| 1992        | Alvajárók                                          | Sleepwalkers                  | Charles Brady      |
| 1991        | A háború árnyékában                                | December                      | Tim Mitchell       |
| 1991        | Visszatérés a kék lagúnába                         | Return to the Blue Lagoon     | Richard            |
| 1991        |                                                    | An American Summer            | Joey               |

## Fordítás
- Ez a szócikk részben vagy egészben  a   Brian Krause című angol Wikipédia-szócikk fordításán alapul.  Az eredeti cikk szerkesztőit annak laptörténete sorolja fel. Ez a jelzés csupán a megfogalmazás eredetét és a szerzői jogokat jelzi, nem szolgál a cikkben szereplő információk forrásmegjelöléseként.